# 20 Massalia
20 Massalia är en asteroid som upptäcktes i Neapel, den 19 september 1852 av den italienska astronomen Annibale de Gasparis men upptäcktes också följande natt av J. Chacornac. Det var dock Chacornac's upptäckt som publicerades först. Massalia är det grekiska namnet för Marseille.
Den tillhör och har givit namn åt asteroidgruppen Massalia.

## Fysiska egenskaper
Massalia har en omloppsbana i mitt i asteroidbältet som lutar mindre än en grad mot ekliptikan. För typ-S asteroider har den en densitet som är över genomsnittet. Det antas att det beror på att Massalia är ett solitt block av silikater. Sådant är ovanligt i asteroidbältet för andra objekt än de allra största såsom 1 Ceres och 4 Vesta.
Ljuskurveanalyser ger två olika möjligheter när man ska bestämma varåt Massalias nordpol pekar. I ekliptiska koordinater uttryckt såsom (β, λ) = (45°, 10°)  eller (β, λ) = (45°, 190°). I båda fallen ger det en axellutning på 45°. Utifrån ljuskurvorna beskrivs objektet som sfäriskt med stora plana ytor.
Den här artikeln är helt eller delvis baserad på material från engelskspråkiga Wikipedia, tidigare version.